# 缸窑沟街道
缸窑沟街道，是中华人民共和国黑龙江省七台河市新兴区下辖的一个乡镇级行政单位。

## 行政区划
缸窑沟街道下辖以下地区：
兴民社区、祥和社区、新平社区和安鑫社区。